# Ditrichum spinulosum
Ditrichum spinulosum är en bladmossart som beskrevs av Hugh Neville Dixon 1935. Ditrichum spinulosum ingår i släktet grusmossor, och familjen Ditrichaceae. Inga underarter finns listade i Catalogue of Life.